# Antonio Fassina
Antonio "Tony" Fassina (1945. július 26. –) olasz autóversenyző, egyszeres rali-világbajnoki futamgyőztes.

## Pályafutása
Az 1976-os San Remo-rali volt pályafutása első világbajnoki versenye. A világbajnokság öt versenyén állt rajthoz, ezek kivétel nélkül mind a hazájában rendezett San Remo-i versenyek voltak, 1976 és 1981 között. Ezt a futamot 1979-ben sikerült megnyernie. Egy győzelmén túl három dobogós helyezést, valamint huszonnyolc szakaszgyőzelmet ért el rövid világbajnoki karrierje során. 1982-ben megnyerte az európai ralibajnokságot.

### Rali-világbajnoki győzelem
| #  | Rali          | Szezon | Navigátor     | Autó              |
| -- | ------------- | ------ | ------------- | ----------------- |
| 1. | San Remo-rali | 1979   | Mauro Mannini | Lancia Stratos HF |

## Külső hivatkozások
- Profilja a rallybase.n honlapon
- Profilja a juwra.com honlapon